# 18 de febrer
El 18 de febrer és el quaranta-novè dia de l'any del calendari gregorià. Queden 316 dies per a finalitzar l'any i 317 en els anys de traspàs.

## Esdeveniments
Països Catalans
- 1837, La Panadella, Montmaneu, l'Anoia): els carlins del general Benet Tristany vencen en la batalla de la Panadella durant la Primera Guerra Carlina.
- 1923, Barcelona: s'inaugura l'estadi de Sarrià amb el partit RCD Espanyol 4 - UE Sants 1.
- 1928, Apareix el primer número del setmanari L'Opinió.[1]
- 1980, Barcelona: s'hi presenta el primer volum del Diccionari etimològic i complementari de la llengua catalana de Joan Coromines.[2]
- 2006, Barcelona: Una manifestació convocada per la Plataforma pel Dret de Decidir recorre Barcelona sota el lema Som una nació i tenim el dret de decidir, per demanar que es respecti el text de l'Estatut aprovat pel Parlament de Catalunya

Resta del món
- 1885 - EUA: Mark Twain publica Les aventures de Huckleberry Finn.
- 2010, Níger: cop d'estat contra el president Mamadou Tandja.

## Naixements
Països Catalans
- 1872 - Sabadell, província de Barcelona: Francesc Izard i Bas, enginyer industrial català.
- 1873 - Barcelona: Xavier Nogués, pintor, dibuixant, gravador, ceramista i ninotaire català.[3]
- 1887 - Paterna, Horta Oest: Joan Peiró i Belis, sindicalista anarquista, secretari general de la CNT en els anys 20 i ministre d'Indústria durant la II República.
- 1916 - Barcelona: Julio Muñoz Ramonet, empresari barceloní.
- 1951 - Mataró, Maresme: Joaquima Cot i Codony, jugadora de basquetbol catalana.[4]
- 1956 - Castelló de la Plana: Soledad Sorribes Martínez, mestra, llicenciada en geografia i historia, política valenciana.
- 1957 - Xinzo de Limia, Ourense: Carmen Agulló, pedagoga i professora universitària experta en la història de l'educació de les dones.[5]
- 1970 - Barcelona: Núria Cadenes i Alabèrnia, periodista, editora, escriptora i activista independentista catalana.[6]
- 1973 - Badalona, Barcelonès: Melanie Olivares, actriu de cinema, teatre i televisió catalana.
- 1985 - Barcelona: Laia Costa i Bertrán, actriu de cinema, teatre i televisió catalana.[7]

Resta del món
- 1516, Greenwich, Anglaterra: Maria I d'Anglaterra, reina d'Anglaterra i Irlanda.[8]
- 1632, Bolonya, Itàlia: Giovanni Battista Vitali, compositor italià.[9]
- 1642, Rouen: Marie Champmeslé, actriu francesa del segle xvii.[10]
- 1714, El Puerto de Santa Maria, Cadis: Beatriz Cienfuegos, editora del setmanari La Pensadora Gaditana, pionera del periodisme espanyol.[11]
- 1734, Thizy-les-Bourgs, França: Jean-Marie Roland de La Platière, polític francès.
- 1745, Como, Llombardia: Alessandro Volta, físic italià.
- 1799, Hamburg: Alexis de Chateauneuf, arquitecte i urbanista.
- 1825, Komárom, Regne d'Hongria: Mór Jókai, escriptor en hongarès i periodista hongarès.
- 1826, Estocolm: Lea Ahlborn, gravadora de medalles sueca.[12]
- 1844, París, Victorine Meurent va ser una pintora francesa i també una model de pintors.[13]
- 1890, Pittsburgh, Pennsilvània, Estats Units: Adolphe Menjou, actor estatunidenc.
- 1898, Mòdena, Regne d'Itàlia: Enzo Ferrari, pilot de carreres italià i fundador de la fàbrica de cotxes Ferrari.
- 1911, Madrid: Julián Grimau, polític espanyol afusellat pel franquisme.
- 1912, Sevilla: Antoñita Colomé, actriu, cantant i ballarina.[14]
- 1919, Lattimer Mines, Pennsilvània, Estats Units: Jack Palance, actor estatunidenc.
- 1925, Nova York, Estats Units: George Kennedy, actor estatunidenc.
- 1926, Budapest: Susanna Egri, ballarina hongaresa, coreògrafa i professora de dansa.[15]
- 1931, Lorain, Ohio, EUA: Toni Morrison, escriptora afroamericana, Premi Nobel de Literatura de l'any 1993.[16]
- 1931, Sevilla: Laura Valenzuela, actriu espanyola.[17]
- 1932, Cáslav, Txecoslovàquia: Milos Forman, cineasta estatunidenc.
- 1933, Tòquio, Japó): Yoko Ono, artista japonesa.[18]
- 1934, Trincherpe, Euskadi: Paco Rabanne, modista espanyol.
- 1950, Memphis, Tennessee, EUA: Cybill Shepherd, actriu estatunidenca.
- 1954, Englewood, Nova Jersey, EUA: John Travolta, actor estatunidenc.
- 1957: Wismar, Alemanya Oriental: Marita Koch, atleta especialista en proves de velocitat, que va batre 14 rècords del món a l'aire lliure.[19]
- 1967, Caldogno, Itàlia: Roberto Baggio, futbolista italià.
- 1968, Roseville (Califòrnia), EUA: Molly Ringwald, actriu estatunidenca.
- 1969, Carvin, Pas de Calais: Hermeline Malherbe, política que ha estat presidenta del Consell General dels Pirineus Orientals.[20]
- 1974, Mount Vernon: Julia Lorraine Hill, activista ambiental estatunidenca i defensora de l'objecció fiscal.[21]
- 1994, Gwangju, Corea del Sud: Jung Hoseok, conegut com a J-Hope, raper i ballarí de la coneguda banda BTS.

## Necrològiques
Països Catalans
- 1913 - Barcelona: Dolors Aleu i Riera, metgessa, primera dona llicenciada en medicina a l'Estat espanyol i la segona a assolir el doctorat.[22]
- 1944 - Barcelona: Emília Coranty Llurià, pintora i professora de dibuix[23]
- 1954 - Sabadell, Vallès Occidental): Joan Vilatobà i Fígols, fotògraf i pintor català.
- 1983 - València: Vicenta Matalí Bayona, mestra, escriptora, política i oradora valenciana del segle xx, vinculada al valencianisme conservador i catòlic (n. 1894).[24]
- 1987 - Elx, El Baix Vinalopó: Josefina Manresa, modista i curadora de l'obra del seu marit, Miguel Hernández.[25]
- 1991 - Palma, Mallorca): Francesc de Borja Moll i Casasnovas, filòleg i lingüista menorquí.
- 2007 - Barcelona: Rosa Granés i Noguer, bibliotecària catalana (n. 1913).[26]
- 2024 - Barcelona: Maria Eugènia Aubet i Semmler, arqueòloga catalana (n. 1944).[27]

Resta del món
- 1218, Friburg de Brisgòvia, Sacre Imperi Romanogermànic)ː Bertold V de Zähringen, darrer duc de Zähringen.
- 1294, Cambaluc, Xina): Khublai Khan, cinquè i últim kan de l'Imperi Mongol.[28]
- 1445, Villacastín, Segòvia: Maria d'Aragó, princesa d'Aragó i reina consort de Castella (n. 1403).[29]
- 1535, Grenoble, França: Agrippa de Nettesheim, escriptor, filòsof, alquimista, cabalista, metge i ocultista, considera una figura important del feminisme de la seva època.
- 1564, Roma: Miquel Àngel, escultor, pintor, poeta i arquitecte renaixentista.
- 1679, Londres: Anne Conway, filòsofa anglesa.[30]
- 1807, Offenbach, Hessen: Sophie von La Roche, escriptora alemanya.[31]
- 1885, Londresː Charlotte Sainton-Dolby, contralt, professora i compositora anglesa.[32]
- 1905, Anvers, Bèlgica: Julius De Geyter, escriptor i nacionalista flamenc.
- 1909, París: Céleste Mogador, ballarina, cortesana i escriptora francesa, comtessa de Chabrillan.[33]
- 1937, Estocolm: Anna Cassel, artista sueca (n. 1860).[34]
- 1939, Madrid: Julia Alcayde Montoya, pintora espanyola.[35]
- 1967, Princeton (N. Jersey, EUA): Robert Oppenheimer, físic estatunidenc, director del projecte Manhattan, que donà lloc a la bomba atòmica.
- 1985, Ixelles, Bèlgica: Marcel Pesch, ciclista luxemburguès.
- 2008, Caen, França; Alain Robbe-Grillet, escriptor i cineasta francès.[36]
- 2014, Stowe, Vermont: Maria Franziska von Trapp, cantant de la «família Trapp».[37]

## Festes i commemoracions
- Dia de la independència de Gàmbia, 1965.

### Santoral[38]

#### Església Catòlica[39]
- Sants al Martirologi romà (2011): Sadot de Seleúcia i 128 companys màrtirs (342); Eladi de Toledo o Hel·ladi, bisbe (632); Tarasi de Constantinoble, bisbe (806); Angilibert de Centula, abat (814); Teotoni de Coïmbra, abat i fundador dels Canonges Regulars de la Santa Creu (1162); François-Régis Clet, prevere màrtir a la Xina (1820); Geltrude Comensoli, fundadora (1903).
  - Beats al Martirologi romà: fra Angelico, pintor dominic (1455); William Harrington, prevere màrtir (1594); John Pibush, prevere màrtir (1601); Jean-Pierre Néel, prevere, Martí Wu Xuesheng, Joan Zhang Tianshen, i Joan Chen Xianheng, màrtirs (1862); Georg Kaszyra, prevere màrtir (1943).
- Sants que no figuren al Martirologi romà: Simeó I de Jerusalem, bisbe (107?); Lleó i Paregori de Patara, màrtirs (ca. 260); Luci, Silvà, Tòtil i màrtirs d'Àfrica; Màxim, Claudi, Prepedigna, Alexandre i Cútia d'Ostia, màrtirs (295); Constança, Àtica i Artèmia, màrtirs a Caeni Gallicani (354, venerades fins al s. XVI); Colman de Lindisfarne, abat (676); Hildebert de Saint-Wandrille, abat (700); Iniorok de Vannes, bisbe (s. VIII); Legunci de Metz, bisbe; Gwingurian de Rhuy, monjo (segle ix). A França: Bernadette Soubirous, verge (1879).
- Beats que no figuren al Martirologi romà: Agnès De, verge màrtir a Vietnam (1841); Andreu Nam-Thung, màrtir (1855); Àgata Lin, verge màrtir a la Xina (1858).

#### Església Copta
- 11 Meixir: Fabià I, bisbe de Roma (250); Abraham d'Arbela, bisbe (245).

#### Església Apostòlica Armènia
- 29 Arac': Àgata de Catània, verge i màrtir; Inas, Rimas i Pinnas, escites conversos per l'apòstol Andreu.

#### Església Ortodoxa (segons el calendari julià)
- Se celebren els corresponents al 2 de març del calendari gregorià.

#### Església Ortodoxa (segons el calendari gregorià)
Corresponen als sants del 5 de febrer del calendari julià.
- Sants: Àgata de Catània, verge i màrtir; Bassilisa de Nicomèdia, màrtir (300); Teodúlia, Hel·ladi, Macari, Boetos i Evagri d'Anabarze, màrtirs (ca. 304); Teodosi de Skopelos (ca. 421); Polieucte de Constantinoble, arquebisbe (970); Teodosi de Txernigov, arquebisbe (1696); Antoni d'Atenes, màrtir (1774); Mihail, metropolità de Sèrbia (translació de les relíquies, 1897); Matuixka Agata de Belarús, màrtir (1938); Evgenij, monjo màrtir (1939); Paramon, màrtir (1941); Mihail, màrtir (1942)

#### Esglésies luteranes
- Martí Luter (commemorat al calendari litúrgic luterà i episcopalià).